# Đội tuyển bóng đá U-20 nữ quốc gia Úc
Đội tuyển bóng đá U-20 nữ quốc gia Úc đại diện Úc trong bóng đá U-20 quốc tế. Đội tuyển này được kiểm soát bởi cơ quan quản lý bóng đá Úc, Liên đoàn bóng đá Úc (FFA), hiện là thành viên của Liên đoàn bóng đá châu Á (AFC) và Liên đoàn bóng đá Đông Nam Á (AFF) kể từ khi rời Liên đoàn bóng đá châu Đại Dương (OFC) vào năm 2006. Biệt danh chính thức của đội tuyển này là Young Matildas.

## Cầu thủ

### Đội hình hiện tại
Cập nhật ngày ngày 12 tháng 6 năm 2022.
| Số | VT | Cầu thủ                      | Ngày sinh (tuổi)  | Trận | Bàn | Câu lạc bộ               |
| -- | -- | ---------------------------- | ----------------- | ---- | --- | ------------------------ |
|    | TM | Sally James                  | 18 tháng 10, 2002 | 0    | 0   | Melbourne City           |
|    | TM | Anna Norton                  |                   | 0    | 0   | Blacktown Spartans FC    |
|    | TM | Chloe Lincoln                | 4 tháng 1, 2005   | 2    | 0   | Canberra United          |
|    |    |                              |                   |      |     |                          |
|    | HV | Naomi Thomas-Chinnama        | 13 tháng 5, 2004  | 2    | 0   | Melbourne City           |
|    | HV | Ella Tonkin                  | 14 tháng 12, 2002 | 2    | 0   | Adelaide United          |
|    | HV | Jessika Nash                 | 5 tháng 10, 2004  | 0    | 0   | Sydney FC                |
|    | HV | Kirsty Fenton                | 6 tháng 9, 2004   | 0    | 0   | Newcastle Jets           |
|    | HV | Charlize Rule                | 16 tháng 2, 2003  | 0    | 0   | Sydney FC                |
|    | HV | Cushla Rue                   | 9 tháng 7, 2003   | 2    | 0   | Wellington Phoenix       |
|    | HV | Alexia Apostolakis           | 16 tháng 5, 2006  | 0    | 0   | Western Sydney Wanderers |
|    | HV | Jamilla Rankin               | 9 tháng 5, 2003   | 1    | 0   | Brisbane Roar            |
|    | HV | Annabel Haffenden            | 27 tháng 3, 2002  | 0    | 0   | Växjö DFF                |
|    |    |                              |                   |      |     |                          |
|    | TV | Sarah Hunter                 | 7 tháng 10, 2003  | 2    | 2   | Sydney FC                |
|    | TV | Hana Lowry                   | 23 tháng 4, 2003  | 1    | 0   | Perth Glory              |
|    | TV | Alana Murphy                 | 21 tháng 4, 2005  | 1    | 0   | Melbourne Victory        |
|    | TV | Daniela Galic                |                   | 2    | 1   | FNSW Institute           |
|    | TV | Paige Zois                   | 11 tháng 10, 2003 | 0    | 0   | Melbourne Victory        |
|    |    |                              |                   |      |     |                          |
|    | TĐ | Sheridan Gallagher (captain) | 2 tháng 1, 2002   | 2    | 1   | Western Sydney Wanderers |
|    | TĐ | Bryleeh Henry                | 5 tháng 5, 2003   | 0    | 0   | Western Sydney Wanderers |
|    | TĐ | Caitlin Karic                | 20 tháng 6, 2005  | 1    | 0   | Melbourne City           |
|    | TĐ | Abbey Lemon                  |                   | 0    | 0   | Blacktown Spartans FC    |
|    | TĐ | Holly Furphy                 |                   | 0    | 0   | Santa Clara University   |
|    | TĐ | Katie Godden                 |                   | 0    | 0   | DePaul University        |
|    | TĐ | Jynaya Dos Santos            |                   | 1    | 1   | FNSW Institute           |

### Triệu tập gần đây
| Vt | Cầu thủ             | Ngày sinh (tuổi)  | Số trận | Bt | Câu lạc bộ               | Lần cuối triệu tập                |
| -- | ------------------- | ----------------- | ------- | -- | ------------------------ | --------------------------------- |
| TM | Miranda Templeman   | 3 tháng 2, 2003   | 0       | 0  | Adelaide United          | v. New Zealand, 10 April 2022     |
|    |                     |                   |         |    |                          |                                   |
| HV | Isabella Wallhead   | 15 tháng 2, 2003  | 0       | 0  | Perth Glory              | Training Camp, 30 May–3 June 2022 |
| HV | Gemma Ferris        |                   | 1       | 0  | FNSW Institute           | Training Camp, 10–16 May 2022     |
| HV | Leia Puxty          | 9 tháng 10, 2003  | 0       | 0  | Adamstown Rosebud        | Training Camp, 10–16 May 2022     |
| HV | Emma Ilijoski       | 8 tháng 1, 2003   | 2       | 0  | Canberra United          | v. New Zealand, 10 April 2022     |
| HV | Claudia Mihocic     | 12 tháng 4, 2003  | 2       | 0  | Perth Glory              | v. New Zealand, 10 April 2022     |
| HV | Sofia Sakalis       | 11 tháng 7, 2002  | 2       | 0  | Perth Glory              | v. New Zealand, 10 April 2022     |
|    |                     |                   |         |    |                          |                                   |
| TV | Hannah Jones        | 5 tháng 9, 2002   | 2       | 0  | Wellington Phoenix       | Training Camp, 30 May–3 June 2022 |
| TV | Leticia McKenna     | 7 tháng 8, 2002   | 3       | 0  | Melbourne City           | Training Camp, 30 May–3 June 2022 |
| TV | Emilia Murray       | 9 tháng 11, 2004  | 0       | 0  | Adelaide United          | Training Camp, 10–16 May 2022     |
| TV | Sienna Saveska      |                   | 1       | 0  | FNSW Institute           | Training Camp, 10–16 May 2022     |
| TV | Amy Chessari        |                   | 1       | 0  | Western Sydney Wanderers | v. New Zealand, 10 April 2022     |
| TV | Isabel Gomez        | 6 tháng 7, 2002   | 1       | 0  | Wellington Phoenix       | v. New Zealand, 10 April 2022     |
| TV | Sasha Grove         | 30 tháng 12, 2004 | 0       | 0  | Canberra United          | v. New Zealand, 10 April 2022     |
| TV | Shay Hollman        | 19 tháng 9, 2005  | 1       | 0  | Sydney FC                | v. New Zealand, 10 April 2022     |
| TV | Darcey Malone       | 17 tháng 2, 2003  | 0       | 0  | Melbourne City           | v. New Zealand, 10 April 2022     |
|    |                     |                   |         |    |                          |                                   |
| TĐ | Ellen Gett          | 28 tháng 4, 2004  | 0       | 0  | Brisbane Roar            | Training Camp, 30 May–3 June 2022 |
| TĐ | Alana Jancevski     | 13 tháng 3, 2003  | 0       | 0  | Perth Glory              | Training Camp, 30 May–3 June 2022 |
| TĐ | Aideen Keane        | 9 tháng 2, 2002   | 5       | 0  | Perth Glory              | Training Camp, 30 May–3 June 2022 |
| TĐ | Abbey Green         | 15 tháng 9, 2002  | 1       | 0  | Perth Glory              | Training Camp, 10–16 May 2022     |
| TĐ | Kahli Johnson       | 18 tháng 2, 2004  | 2       | 1  | Sydney FC                | Training Camp, 10–16 May 2022     |
| TĐ | Hayley Taylor-Young | 25 tháng 2, 2002  | 0       | 0  | Canberra United          | v. New Zealand, 10 April 2022     |